# 天主教鳴遠中學
天主教鳴遠中學（英語：Catholic Ming Yuen Secondary School）是一所歷史悠久，位於香港將軍澳坑口厚德邨的津貼中學。此校前身為調景嶺天主堂義務學校、調景嶺天主堂私立鳴遠學校、香港調景嶺鳴遠中學、私立受助非牟利鳴遠中學，於1950年創立，1993年因調景嶺平房區清拆而遷入現址。

## 歷史
天主教鳴遠中學前身為「調景嶺天主堂義務學校」，於1950年9月15日由創校校長、耀漢小兄弟會會長曹立珊神父創立，原校建於九龍調景嶺村十字架山山腰。建校初期，全校64名學生全為小學生。當時，曹立珊神父奉恩理覺主教的派遣到調景嶺村傳教之餘，並把搭建的葵棚及木屋用作聖堂（名為「聖母升天堂」）及「調景嶺天主堂義務學校」，收容失學兒童。
一年後，美國史培爾樞機主教（Cardinal Spellmen）捐款作為興建聖堂及學校經費之用，原有臨時校舍遂改建為木板大樓，分為上下兩層，上層為聖堂下層則分開四房以作為分班上課之用，並於同年9月完工。為紀念雷鳴遠神父，原校首次更名為「調景嶺天主堂私立鳴遠學校」，並於1953-54年間陸續增設中學及幼稚園部，且得台北僑務委員會頒發「僑民學校立案証書」，並因而再改名為「香港調景嶺鳴遠中學」。1959年，鳴遠學校由聖母聖心會接辦。
1961年學校配合香港中學學制改變，開始招收中學五年制學生。1965年8月石造的新校舍落成，原校址改建作為小學部及幼稚園校舍；於十字架山山腰另建大樓作為中學部教室、圖書館和理化實驗室之用。中學部亦獲香港教育司署批准註冊，畢業生可參與中文中學會考。自此中、小學及幼稚園分別辦理。
1978年，學校接受政府資助改制為政府津貼中學。
1993年因政府收回調景嶺土地發展新市鎮，學校遷往將軍澳。當中，幼稚園及小學於1990-91年起遷往景林邨，易名「景林天主教幼稚園」（已結校）及「景林天主教小學」，但仍於舊址同步運作至1993年為止。中學則早於1987年獲准遷到將軍澳東港城現址一所擬建校舍，但兩年後因規劃改變，獲政府改批厚德邨另一校舍；隨著現存校舍於1993年建成，中學部改為現名。「聖母升天堂」其後納入坑口的聖安德肋堂。
天主教鳴遠中學在2001年開始參加香港中文大學「優質學校計劃」，藉以讓老師認清學生的特點及需要，提升學校團體的專業水平，共同建構學校清晰的遠景，並釐訂「個別關顧、全面發展、拔尖補底、增值求進」的策略辦學施教；後來於2003年亦參加香港中文大學「學校自我評估與組織變革」計劃，通過認識自評機制及掌握自評理念，讓學校計劃的目標與評估效能相對應，優化組織架構及改進老師的教學效能。鳴遠中學秉持「有教無類，因材施教」的基督博愛精神，感化及進行優質的教導，帶領學生重回正軌，得到均衡發展。
2010年舉辦60周年校慶活動，得蒙天主教香港教區主教湯漢主教蒞臨主禮。
2012年推行「學與教提升計劃」，在2012-2013學年實施「延伸學習課」，同學在課後留校至五時正，參與不同的學習課程，包括功課／學業輔導班、中英數（全港性系統評估訓練）、公開考試科目補課、課外活動等項目。
2013年新高中課程成功開設數學延伸部分單元二（M2），是少數開設廷伸數的第三組別中學之一。

## 校政管理

### 歷任校監
- 史達生神父[5]
- 何德光神父
- 狄和詩神父（2024年8月榮休[6]，同年9月3日離港返回比利時[7]）
- 趙双波神父（現任校監）

### 歷任校長
- 曹立珊神父（1950年–1954年，創校校長，2011年1月26日在台灣逝世）
  - 范景才神父（1954年，署任校長）
- 沈鼎臣神父（1954年–1956年）
- 李若石神父（1956年–1959年，其後由聖母聖心會接辦）
- 雷震東神父（1959年–1962年）
- 傅世道神父（1962年–1964年）
- 何德光神父（1964年–1966年、1967年–1972年[8]）
- 富希永神父（1966年–1967年）
- 鄧永生先生（1972年–1999年）（2014年逝世）
- 關怡清女士（1999年–2014年）
- 梁鳯兒女士（2014年–2018年）
- 袁玉蘭女士（2018年–2023年；由北角協同中學轉職，後平調至同系天主教普照中學）
- 周黎明先生（2023年起，現任校長；由鄧鏡波學校轉職）

### 歷任副校長
- 常榮德先生[9]
- 田金鎰先生
- 洪家慶先生
- 吳紹忠先生
- 郭勝南先生
- 駱燦明先生
- 馮少斌先生

## 校訓及精神
- 校訓：禮義廉恥
- 精神：全犧牲、真愛人、常喜樂

## 辦學宗旨
學校秉持基督的博愛精神，有教無類，因材施教。以「禮、義、廉、恥」為校訓，並以雷鳴遠神父的遺訓「全犧牲、真愛人、常喜樂」作為鳴遠精神。使學生通過認識自己，及體驗現實的生活，而達成做人的使命；並使他們在德育、智育、體育、群育、美育和靈育各方面，都能得到均衡發展。

## 課外活動

### 制服團隊
為培養同學紀律精神及領袖才能，由2014-2018年，中一至中三級所有同學均需加入學校其中一支制服團隊。2016-2017年度，三支制服務團隊合辦「制服團隊挑戰無限FUN訓練營」，由三團導師各自帶領不同營地活動，增進制服團隊之間的紀律、士氣、互動、交流及友誼。2017-2018年度，制服團隊是學校重點發展項目之一。

#### 紅十字會青年團
「香港紅十字會青年團第234團 （页面存档备份，存于）」是天主教鳴遠中學第一支制服團隊，屬於香港紅十字會制服團隊，於2002年7月6月正式成立。以急救、護理、健康、社區照顧、關壞傷困等服務為主。致力發揚紅十字精神，服務人群，藉著多元化的紀律訓練、技能培訓及義工活動，令隊員從服務中成長，回饋社會。2008-2009年度，隊員何惠傑同學，在香港紅十字會第四屆「傑出紅十字青年會員」全港總選中，獲得十大傑青殊榮。2015年1月11日，隊長黃宏基同學代表香港紅十字會（全港），參與金紫荊廣場制服團隊升旗儀式，擔任國旗升旗手。由2008年起至今，連續多年參與香港紅十字會「愛心相連大行動」慈善義賣，獲得長期服務大獎及愛心學校榮譽。2020年2月獲得傑出青年團比賽傑出表現團隊獎。2021年1月，校友何惠傑先生榮獲「香港紅十字會香港人道年獎2021——香港人道新力量」獎項。2023年5月12日助理團長徐閏桓先生，獲得「民政及青年事務局局長嘉許計劃—青少年制服團體義務領袖」獎項。

#### 民安隊少年團
學校開辦民安隊少年團(2014-2020年度)，讓同學通過參與有益身心的群體活動和訓練，學習不同技能，培養領導才能，並幫助他們建立自信心、責任感、自律和服務精神，成為良好公民。

#### 海事青年團
學校開辦海事青年團(2015-2023年度)，通過各項海事訓練活動，為青少年提供航海知識、技能、紀律及領導才能的訓練，藉以發展青少年的德智體群，使他們成為良好公民和優秀社會領袖。

## 著名/傑出校友
演藝界
- 陳玉蓮（初中，後轉校）：香港著名女演員
- 關詠荷：香港著名女演員
- 王小鳳（中途退學）：香港女演員
- 潘先儀（1979年中五）：前香港女藝人、1985年首屆亞洲小姐亞軍[註 2]
- 溫碧霞（中一）：香港著名女演員
- 周麗淇（1996年中五）：香港著名女藝人[註 3]
- 劉天龍（1998年中五）：香港男演員[註 4]
- 黃珈熙（2015年中五）：前韓國女子團體本月少女成員，現為Loossemble成員。[註 5]
- 曹思詩（2009年中五）：香港女藝人[註 6]
- 劉頌鵬（2013年中六）：演員、電影《青春戰記》及《青春戰記2》男主角，無綫電視旗下 big big channel 藝人。
- 羅石青：香港已故男藝人
- 戚美珍（1979年中五）：香港女藝人[註 7]
- 楊仲恩：香港男演員和主持[10]
- 雷楚雄：香港資深美術指導，曾參與多部電影的製作。憑《千機變》榮獲第23屆香港電影金像獎最佳美術指導獎，又憑《風再起時》再次奪得第41屆香港電影金像獎相同獎項。
- 楊得時：香港男演員
- 孟龍：別名孟繁龍，香港男演員及動作指導，2002年在《第39屆金馬獎》中奪得「最佳動作設計」殊榮
- 孟秋：1970–1980年代香港武打演員
- 章國明（1960年至1962年鳴遠小學寄宿生）：香港導演
- 孫梓維（大肥）（2017年中六）：香港演員及模特兒

政治、文化界、社會服務
- 張震遠（1975年中六）：前行政會議成員、前市區重建局主席[註 8]
- 黃惠琼（1972年中三）：大澳文化工作室負責人[11]
- 蕭麗萍（1981年中六）：香港蘭花專家[註 9]
- 甘希文（Omena K）：香港作家
- 葉龍：香港能仁書院前院長，師從錢穆，著有《錢穆講中國文學史》、《錢穆講學粹語錄》、《桐城派文學藝術欣賞》、《中國古典詩文論集》等
- 何惠傑：香港紅十字會香港人道年獎2021——香港人道新力量」得獎者[註 10]。

體育、商業界
- 徐雨石（1978年中六）：香港練馬師、前香港騎師[註 11]
- 吳小清（1989年中六）：香港武術運動員、1998第十三届亞運會南拳冠軍[註 12]
- 黃騰達：香港男子輪椅擊劍運動員、倫敦2012年夏季殘奧會輪椅擊劍比賽及男子團體花劍比賽銅牌、2011年再生會第15屆十大再生勇士
- 鄭偉燦：新順福食品有限公司（壽桃牌）董事

其他
- 劉自忠（1988年中五）：台灣男機師、2015年2月4日復興航空235號班機空難中罹難[註 13]
- 郭卓堅：香港政治人物、「長洲覆核王」[12]

## 鄰近
- 將軍澳官立小學
- 東港城
- 厚德商場

## 外部連結
- 天主教鳴遠中學 網頁（官方） （页面存档备份，存于）
- 天主教鳴遠中學 Instagram（官方）
- 天主教鳴遠中學 Facebook專頁（官方）
- 天主教鳴遠中學 Facebook專頁（非官方）
- 天主教鳴遠中學 校友會（2004年版） （页面存档备份，存于）
- 天主教鳴遠中學 校友會（論壇版） （页面存档备份，存于）
- 天主教鳴遠中學 昔日相簿 （页面存档备份，存于）
- 天主教鳴遠中學 校園電視台 Youtube Channel （页面存档备份，存于）
- 鳴遠足跡 專頁